# Ray Steadman-Allen
Raymond (Ray) Victor Steadman-Allen (Bristol, 18 september 1922 – Rainham, 15 december 2014) was een Brits componist en dirigent en officier (luitenant-kolonel) in het Leger des Heils.

## Levensloop
Steadman-Allen werd geboren in het Salvation Army "Mother's Hospital", Clapton. Zijn ouders, die beide officieren van het Leger des Heils waren, woonden toentertijd in de wijk Horfield in Bristol. Toen de familie in 1937 naar Londen vertrok, kreeg hij een baan als jongste bediende in het internationale hoofdkwartier van het Leger de Heils, bij Generaal Evangeline Booth, een dochter van de stichter van het Leger des Heils.
Tijdens zijn dienst in de Band of the Royal Navy behaalde hij zijn muziek diploma bij Sir Granville Bantock. Het was ook Bantock die hem na de Tweede Wereldoorlog een muzikale baan aanbood: Steadman-Allen kreeg een baan in de afdeling muziekuitgaven van het Leger des Heils. Daarop volgde een korte periode als trombonist in The International Staff Band, en hij ontwikkelde zijn vakbekwaamheid als dirigent. Aansluitend werd hij dirigent van de Tottenham Citadel Band.
Zijn studie volbracht hij aan het Trinity College of Music in Londen. Verder studeerde hij aan de Universiteit van Durham. Hij promoveerde tot Doctor in Music en kreeg vele erefellowships. In 1951 huwde hij met Joyce Foster, ook een officier het Leger des Heils in de "Hastings Citadel".
Tussen 1967 en 1980 was hij hoofd van het International Music Editorial Department van het Leger des Heils en verhoogde het niveau van uitgegeven werken enorm. Als dirigent verzorgde hij vele uitvoeringen in het programma Sounding Brass, gepresenteerd door Gloria Hunniford en Owen Spencer-Thomas door de British Broadcasting Corporation BBC Radio 2 en Radio Londen in de jaren 1970.
In 1980 vertrok hij naar Australië. In 1983 kwam hij als uitgever van het magazine "The Musician" naar Engeland terug.
Als componist schreef hij meer dan 200 concertwerken voor brassband, meestal gepubliceerd via het Leger des Heils. Verder schreef hij een boek Colour and Texture in the Brass Band Score, dat voor het eerst in 1980 verscheen, maar intussen vele heruitgaven beleefde. Steadman-Allen was President van het National College of Music in Londen, tweede voorzitter van de Brass Band Conductor's Association en patroon van de London Musicological Research Society.
Eind 2014 is hij overleden op 92-jarige leeftijd in zijn huis in Kent.

## Composities (selectie)

### Werken voor brassband
- 1962 The Netherlands Rhapsody – (gecomponeerd ter gelegenheid van het 75-jarig bestaan van het Leger des Heils in Nederland)
- 1965 Festival March – The Scarlet Jersey
- 1978 On Ratcliff Highway
- 1985 Romans 8 – A brass celebration
- 1987 The Beacons
  1. The Beacons
  2. Far Horizons
  3. The Invaders
  4. Celebration
- 1988 Seascapes ("His dominion shall be from sea to sea")
- 1991 Variations on "Es ist ein Ros entsprungen"
- 1992 Trombone solo – He died of a broken heart for me, voor trombone solo en brassband
- 1994 Variations on a Dutch Traditional "Chorale"
- 1996 Once in royal David's city
- 2001 Hoe Down-Celebration
- 2004 Prelude on Spohr
- 2006 Jubilee Day, mars
- A Cambridge Triptych
- Amaranth
- At the Edge of Time
- By Love Compelled
- Centenary Fanfare
- Challenge the Rainbow
- Cornet Solo – Now is the Hour, voor cornet solo en brassband
- Daystar
- Evening Hymn
- Fantasia on “Christ is the Answer”
- Flugelhorn Solo "The Perfect Love", voor flügelhoorn solo en brassband
- Good King Wenceslas
- Hosea
- Hymn at Sunrise
  1. Thanksgiving
  2. De Profundis
  3. Celebration
  4. Invocation
  5. Paean
- In Quiet Pastures
- Joy to the world
- Lodestar Concert March
- Logos, mars
- Lord of the Sea, mars
- Lyric Suite
- March "Freckleton"
- March "The Netherlander"
- My Story and Song
- Neath Italien Skies
- On Alderley Edge
- Pavillions of Praise
- Rhapsody on Negro Spirituals
- Seafarer's song ("Sing unto the Lord...ye that go down to the sea")
- Selection "Toward the Golden Shore"
- Sinfonietta
- Song Arrangement "The Perfect Love"
- St. Magnus
- Stantonbury Festival
- Suite "The King's Minstrel"
- The Conqueror, voor eufonium solo en brassband
- The Dream Pedlar
- The Glad Sound
- The High Council, mars
- The Holy War
- The Jourmeymen – Four miniatures for brass band – (verplicht werk (testpiece) voor de Mineworkers Open National Brass Band Festival 2007)
  1. Wayfarer
  2. Pilgrim
  3. Sundowner
  4. Commuter
- The Kings Minstrel, mars
- The Lord is King
- Trombone solo – The Eternal Quest, voor trombone solo en brassband
- Trombone Vespers, voor trombone kwartet en brassband
- Water's edge ("And Jesus went forth...by the sea-side...")
- Wells of Gladness
- Youth's adventure

## Publicaties
- samen met Ronald W. Holz: Brass Bands of the Salvation Army : Their Mission and Music, Streets Publishers, January 2006, ISBN 0955198844
- Colour and Texture in the Brass Band Score, 1980, 84 p., ISBN 0854123652